# 埃伯莱本
埃伯莱本（德語：Ebeleben，發音：[ˈeːbəˌleːbn̩] ⓘ）是德国图林根州基夫霍伊瑟县的城市，面积44.54平方千米，2023年12月31日人口为2,730人。2019年12月31日，市镇图林根豪森并入埃伯莱本。